# Arrest (Somme)
Arrest (picardisch: Arret) ist eine nordfranzösische Gemeinde mit 825 Einwohnern (Stand 1. Januar 2022) im Département Somme in der Region Hauts-de-France. Die Gemeinde liegt im Arrondissement Abbeville und ist Teil des Kantons Abbeville-2.

## Geographie
Die Gemeinde liegt rund sieben Kilometer südlich von Saint-Valery-sur-Somme, sieben Kilometer nördlich von Feuquières-en-Vimeu und 9,5 Kilometer nordöstlich von Friville-Escarbotin am Bach Avalasse, einem rechten Zufluss der Amboise, die in die Somme-Bucht mündet. Zu Arrest gehört der Weiler Catigny im Norden, der mit dem Hauptort zusammengewachsen ist. Das Gemeindegebiet gehört zum Regionalen Naturpark Baie de Somme Picardie Maritime.

## Geschichte
Jean d'Arrech (Arrest) verkaufte 1271 die Hälfte der Ländereien von Arrest an die Mönche von Forest-Montiers.
| 1962 | 1968 | 1975 | 1982 | 1990 | 1999 | 2006 | 2011 |
| ---- | ---- | ---- | ---- | ---- | ---- | ---- | ---- |
| 839  | 837  | 871  | 856  | 868  | 820  | 856  | 877  |

## Verwaltung
Bürgermeister (maire) ist seit 2008 Jean-René Lelong, 2014 wurde er erneut gewählt.

## Sehenswürdigkeiten

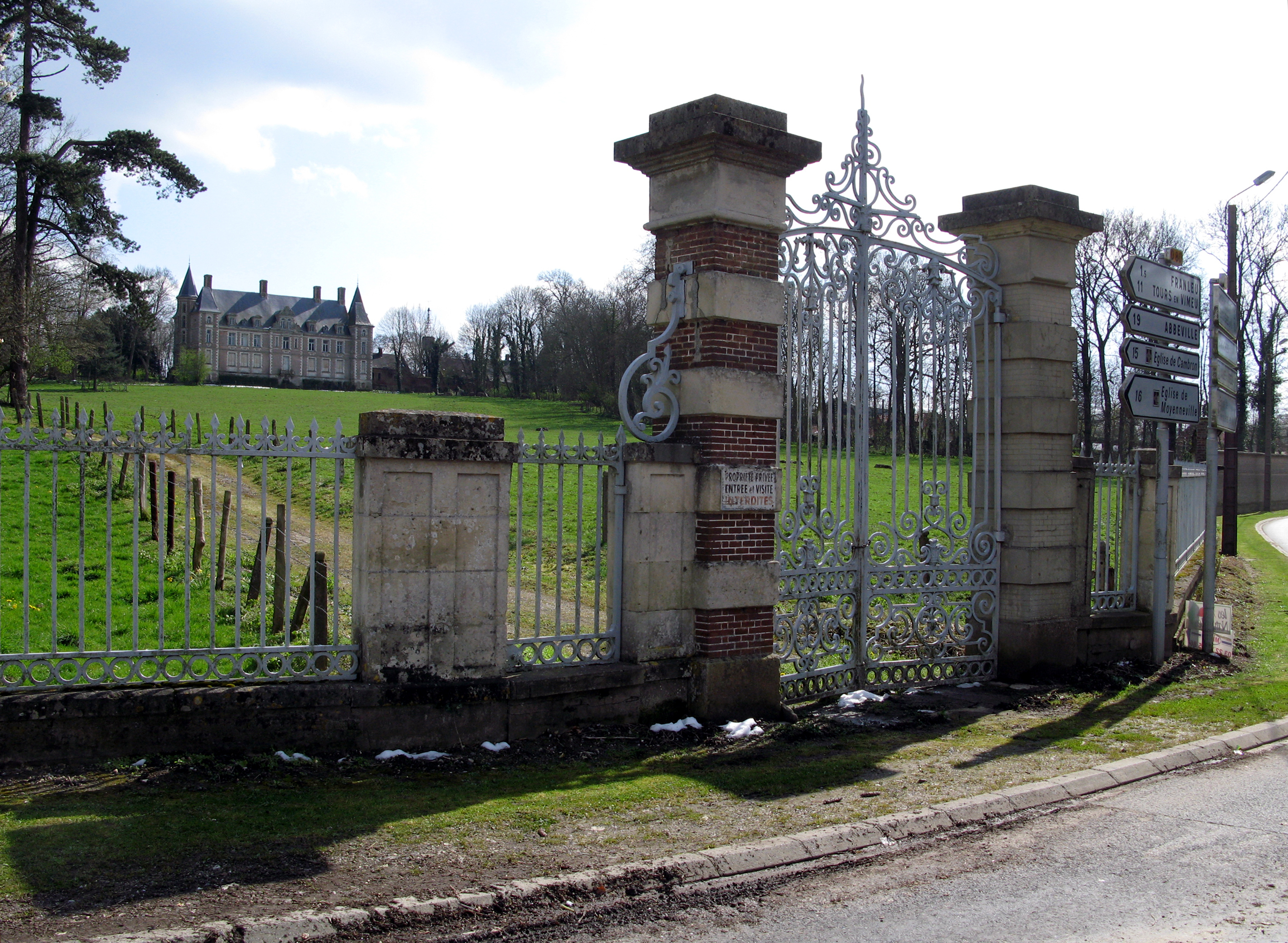
Schloss Arrest

- ab 1575 errichtetes Schloss von Arrest
- Kirche Saint-Martin aus dem 12., 15. und 16. Jahrhundert[1]
- Kriegerdenkmal

## Persönlichkeiten
- Marius Delahaye (1877–1918), Abgeordneter für das Département und Bürgermeister, hier geboren.
- Jules Dufrêne (1916–1991), picardischer Schriftsteller, war hier lange Lehrer.